# 森圖里翁冰川
森圖里翁冰川（英語：Centurion Glacier），是南極洲的冰川，位於葛拉漢地的法利埃海岸，最終在涅墨西斯山和羅馬四岬之間注入內尼灣，在1936年由英國探險隊測量，現時由南極條約體系管理。